# Хабшайд
Хабшайд (нем. Habscheid) — община в Германии, в земле Рейнланд-Пфальц, район Айфель-Битбург-Прюм.

## География
Входит в состав района Айфель-Битбург-Прюм. Подчиняется управлению Прюм. Площадь 17,60 км². Коммуна разделена на районы Хабшайд (включающий также посёлок Нидерхабшайд), Хольних, Халлерт и Ребуш. Хабшайд расположен на небольшом плато, понижающимся к юго-востоку по направлению к долине реки Альфбах. Северо-западнее плато расположена долина небольшой реки Бирбах.

## История и население
Заселение района, где расположен современный Хабшайд, началось в начале новой эры. К северу от современного Нидерхабшайда обнаружены остатки римского поселения, датируемые 100 годом н. э. В самом Хабшайде сохранились приходская церковь постройки 1515 года (расширена в 1965 году) и мельница XVIII века.
К концу 2021 года в Хабшайде проживали 647 человек (плотность 36,8 человека на км), в том числе более 90 % — уроженцы Германии. 20 % населения составляли дети и подростки в возрасте до 20 лет, почти 30 % — люди пенсионного возраста (65 лет и старше).